# Peter Swan
Pour les articles homonymes, voir Swan.
Peter Swan, né le 8 octobre 1936 à South Elmsall (Angleterre) et mort le 21 janvier 2021, est un footballeur anglais, qui évoluait au poste de milieu de terrain à Sheffield Wednesday et en équipe d'Angleterre.
Swan n'a marqué aucun but lors de ses dix-neuf sélections avec l'équipe d'Angleterre entre 1960 et 1962.

## Carrière
- 1953-1964 : Sheffield Wednesday
- 1972-1973 : Sheffield Wednesday
- 1973-1974 : Bury

## Palmarès

### En équipe nationale
- 19 sélections et 0 but avec l'équipe d'Angleterre entre 1960 et 1962.

### Avec Sheffield Wednesday
- Vainqueur du Championnat d'Angleterre de football D2 en 1956 et 1959.